# 오륜서

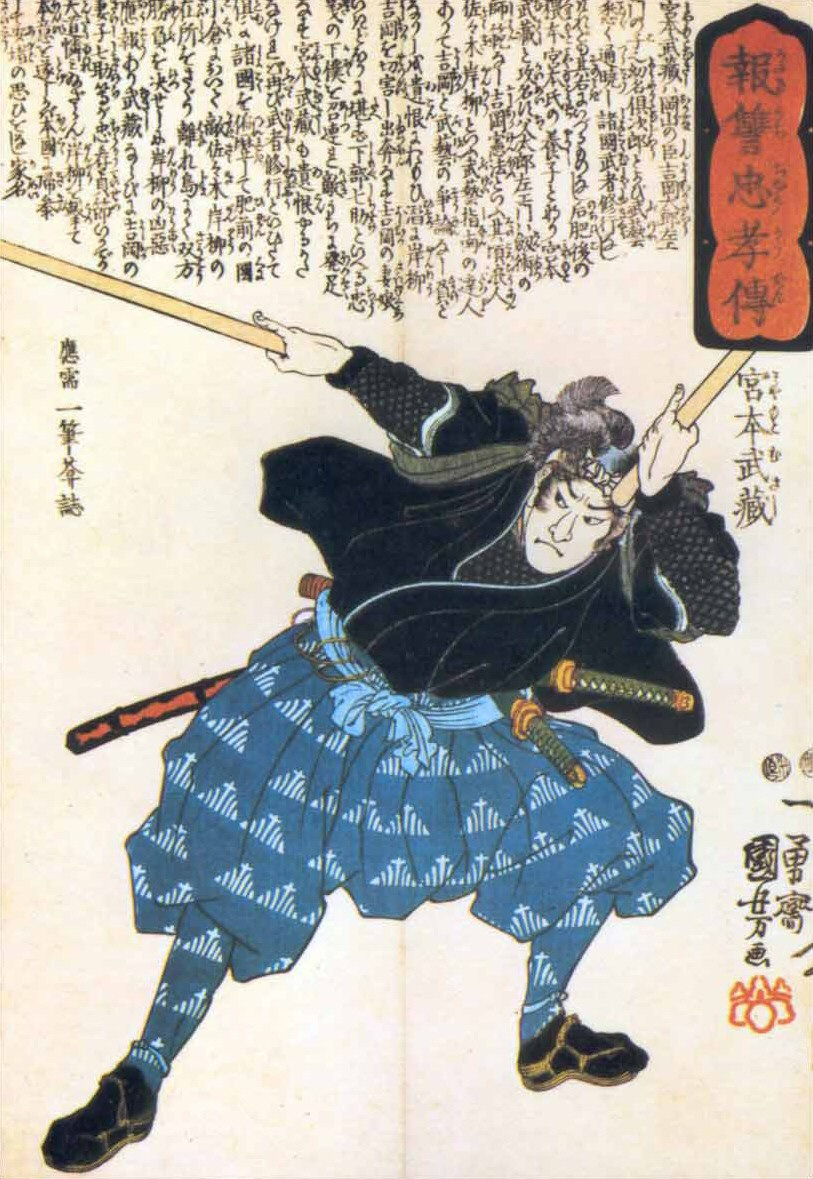
미야모토 무사시

《오륜서》(일본어: 五輪書)는 일본의 검호(劍豪)로 유명한 미야모토 무사시(宮本武蔵)가 저술한 병법서(兵法書)이다. 무사시 자신이 생각한 검술의 오의(奥義, 기본적이면서 동시에 궁극적인 가르침)를 정리한 것으로 알려져 있다.
에도 시대인 간에이(寛永) 20년(1643년)부터 죽기 직전인 쇼호(正保) 2년(1645년)까지 2년에 걸쳐, 일본 구마모토 현(熊本県) 구마모토 시(熊本市)의 긴푸 산(金峰山)에 위치한 동굴 레이간도(霊巌洞)에서 집필되었다고 전한다.
무사시 본인의 자필로 된 원본은 소실되었다고 전해지며, 사본은 호소카와 집안 소장본(細川家本)을 비롯하여 난케 옛 소장본(楠家旧蔵本), 규슈 대학 소장본(九州大学本), 마루오카 집안 소장본(丸岡家本), 가노 문고본(狩野文庫本), 저본을 알 수 없는 《검도비요》(劍道祕要) 수록본 등이 있다.
무사시 자신의 자필본이 현존하지 않고 사본간의 차이도 많으며, 무사시 생존 당시보다 후대에 와서야 생겨난 가치관에 근거하는 기술이 많다는 점, 또한 당대의 문헌에 무사시가 《오륜서》를 썼다고 방증할 만한 기록이 없다.

## 구성
《오륜서》라는 제목의 유래는 밀교의 오륜(五輪, 오대)에서 따온 것으로 거기에 맞추어 '땅(地) · 물(水) · 불(火) · 바람(風) · 공(空)'의 다섯 개 권으로 나뉜다.
땅(地)의 권
미야모토 무사시가 자신의 유파의 이름을 니텐이치류(二天一流)라고 명명한 것의 의미, 지금까지 무사시 자신이 살아온 생애, 병법(兵法)의 개요에 대해 설명하였다. 「곧은 길(道)을 다진다」라는 의미에 빗대어 「땅(地)의 권」이라고 이름붙였다고 설명하고 있다.
물(水)의 권
니텐이치류에서의 마음가짐, 칼(타치)을 잡는 방법이나 자세(構え) 등, 실제 검술에 관한 것이 쓰여져 있다. 「니텐이치류의 물을 본보기로 삼는」 검의 사용과 몸놀림을 '물'에 비유하여, 「물(水)의 권」이라고 이름붙였다. 말미에 “1천 일의 연습을 단(鍛)이라 하고, 1만 일의 연습을 련(鍊)이라 한다”라는 유명한 문구로 해당 장을 끝맺고 있다.
불(火)의 권
전투와 승부에 대해 쓰여 있다. 전투란 개인 대 개인의 1대 1 싸움이든 1만 명과 1만 명의 집단 대 집단의 싸움이든 모두 마찬가지라고 하고, 전투에 있어서의 마음 자세 등이 쓰여 있다. 《오륜서》는 전투를 불의 "커지기도 하고 작아지기도 하는 등 변화무쌍한" 기세에 빗대어, 「불(火)의 권」이라고 이름붙였다고 설명하였다.
바람(風)의 권
다른 유파에 대해 쓰여 있다. 「바람」(風)이라는 말은, '옛 기풍(氣風)'이니, '요즘 풍조(風潮)'니, '각자의 가풍(家風)'이니 하는 등의 말에서 사용되는 것과 같은 그 '바람'(風)으로 소개되어 있다.
공(空)의 권
병법의 본질로서의 「공」(空)에 대해서 쓰여져 있다. 《오륜서》는 "병법에는 비법도 기본도 없"고, "이치를 터득해도 그것에 구애되지 않"으며, "병법의 길에서 스스로 자유로워지고 스스로 비상한 역량을 터득해서 일에 임해서는 그 상태를 파악하여 스스로 적을 공격하고 스스로 상대"하여 그렇게 함으로써 저절로 진실된 경지로 들어가는 것이 공의 길이라고 설명하고 있다.

## 「바람의 권」에서의 타 유파 비판
- 길이가 긴 칼(다치)을 이용하는 유파에 대해서는 상대와의 거리가 가깝고 서로 뒤얽혀 있는 상태인 접근전에서는 긴 칼이 적합하지 않으며, 상하좌우 모두 막혀 있는 좁은 장소에서는 오히려 다치 길이가 긴 것이 단검(와키자시)에 비해 더욱 불리해지고, 무엇보다 어떻게 해서라도 상대를 이길 수 있는 이치를 터득하려 하지 않고 칼의 길이에만 의존해서 적과 멀리 떨어진 곳에서 승리를 얻으려는 마음가짐이 바람직하지 못하다고 적었다.
- 길이가 짧은 다치를 이용하는 유파에 대해서는, 항상 상대의 빈틈을 노리려다 오히려 선수를 빼앗겨서 상대와 엎치락뒤치락하는 상태에 놓일 수도 있으므로 바람직하지 못하고, 짧은 다치로 적진에 뛰어들어 상대를 잡으려 해도 상대의 수가 많으면 이를 짧은 다치로는 감당할 수 없으며 길이가 긴 다치를 휘두르는 상대에게 오히려 수세에 몰리게 될 것이라고 썼다(이러한 경우 자신의 몸을 강하고 곧게 유지한 채로 상대를 쫓아다니며 물러나게 하고 당황하도록 만들어서 확실하게 이기는 것이 중요하다고 말하고 있다).
- 다치를 강하게 휘두르는(강한 다치의) 유파에 대해서는, 상대의 다치를 맞받아치겠다며 강하게 내려치면, 이쪽의 자세까지 흐트러지는 데다가, 부딪치는 반동으로 자신의 다치까지 움직임이 느려져 급기야 부러져 버리는 경우도 있다고 지적한다(《오륜서》에서는 사람을 벨 때 다치를 억지로 강하게 휘두르려고 하면 오히려 베지 못하며 연습으로 벨 때도 힘을 주어 강하게 베려고 하는 것은 좋지 않다고 설명하고 있다).
- 다양한 보법을 중시하는 유파들에 대해서는, 뛰어 오르거나 하다 보면 오히려 다리 동작이 느려져서 상대에게 선수를 빼앗길 수 있고 장소에 따라서는 뛰어오르지도 못하고 빠르게 움직일 수도 없는 등 움직임이 제한된다고 지적한다.
- 다치의 자세 잡는 법(構え方)을 고집하는 유파에 대해서는, 자세란 기본적으로 상대가 선수를 치기를 기다리는 수세이고 후수가 되며, 상대를  혼란시키기 위해서도 자세는 선례니 상식이니 해서 고정된 예를 만들고 고집할 것이 아니라 유연하게 적용해야 한다고 하였다.
- 오의나 비전서(秘伝書)를 가진 유파에 대해서는, "적과 싸울 때는 오의로 싸우고 비법으로 죽이는 것이 아니"고, 배우는 사람의 지력에 따라서 지도해야 한다고 하였다.

이러한 다른 유파 비판을 함으로써 니텐이치류의 유용성을 설명하고 있다.

## 같이 보기
- 바스투 샤스트라(Vastu shastra) - 기원전 2000~1500년경 인도의 베다에 소개된 방위에 입각한 양택풍수 개념으로, 토지에 건물을 짓는 방법과 원리를 설명한 저술이다. '땅(地) · 물(水) · 불(火) · 바람(風) · 공(空)'이라는 개념이 등장한다.
- 올림픽 - 일본에서 올림픽을 상징하는 다섯 가지 색의 고리로 이루어진 도상을 가진 깃발을 '오륜기'로 번역한 것은 요미우리 신문의 기자 가와모토 노부마사(川本信正)였다. 그 '오륜기'의 '오륜'의 유래가 다름아닌 미야모토 무사시의 「오륜서」에서 따온 것이었으며, '올림픽'(オリンピック)이라는 표기에 비해 글자를 줄일 수 있었기 때문에 다른 언론에서도 채용, 보급되었다.
- 최배달 - 극진공수도의 창시자로 조영주의 권유로 기요즈미 산에서 입산 수련을 하면서 《오륜서》를 읽고 많은 영향을 받았으며, 《오륜서》를 기초로 무술의 동작을 고안했다고 한다.

## 관련 서적
- 와타나베 이치로(渡辺一郎) 《오륜서》 이와나미 서점 <이와나미 문고>, ISBN 4003300211
  - 저본은 호소카와 집안 소장본이다.
- 미바시 칸이치로(三橋鑑一郎) 주 《검도비요》 체육과 스포츠 출판사, 2002년, ISBN 4-88458-132-6
  - 오륜지서(五輪之書) 《검도비요》 부록 무사시 실전 이천기(武蔵實傳二天記) 무덕지발행소(武徳誌発行所) 1909년(메이지 42년) 9월 가가야 체육대학(鹿屋体育大学) 부속도서관 교정
- 우오스미 타카시(魚住孝至) 교주 《정본 오륜서》(定本五輪書) 신인물왕래사(新人物往来社), ISBN 4-404-03238-2
  - 저본으로 호소카와 집안 소장본, 난케 옛 소장본, 규슈 대학 소장본, 마루오카 집안 소장본, 가노 문고본을 참조하였다.
- 오쿠라 류지(大倉隆二) 번역 · 교정 《결정판 오륜서 현대어역》(決定版五輪書現代語訳) 쿠사시샤(草思社), ISBN 4-7942-1306-9
  - 규슈 대학 소장본. 후쿠오카 번의 가로 요시다 집안(吉田家) 소장본이다.
- 마쓰노부 이치지(松延市次) 번역 · 교정, 마쓰이 겐지(松井健二) 감수 《결정판 미야모토 무사시 전서》(決定版 宮本武蔵全書) 궁립사(弓立社), ISBN 4896673018
  - 난케 소장본
- 마쓰노부 이치지 편 《교본 오륜서》 (校本五輪書, 제1분책 제본일람 2001년) (제2분책  색인편・부付 러시아어판 《오륜의 서 》2003년) (제3분책 자료편 2001년) 자가판(自家版)
- 나가오 쓰요시(長尾剛) 《신석 「오륜서」》 PHP연구소, 2002년, ISBN 978-4-569-57761-6

## 같이 보기
1. ↑  일본에서 병법이란 검술(剣術)을 중심으로 하는 무술(武術)을 가리킨다.